# Olimpiai érmesek listája asztaliteniszben
Ez a lap az olimpiai érmesek listája asztaliteniszben 1988-tól 2020-ig.

## Összesített éremtáblázat
Ez idáig négy nemzetnek sikerült aranyérmet szereznie az olimpiai játékok asztalitenisz-versenyein, így ők vannak az éremtáblázat első négy helyén. Kína egyik nemzeti sportjáról lévén szó, nem meglepő, hogy ők vezetik ezt a tabellát. A megnyerhető harminchét aranyéremből harminckettőt, míg az összesen megszerezhető 115 éremből hatvanat kínai versenyzők nyertek meg. A második helyen három aranyéremmel és még tizenöt további éremmel Dél-Korea áll, a harmadik pozícióban egy arannyal és összesen nyolc éremmel Japán található.
(A táblázatokban Magyarország és a rendező nemzet sportolói eltérő háttérszínnel, az egyes számoszlopok legmagasabb értéke vagy értékei vastagítással kiemelve.)

| A nyári olimpiai játékok összesített éremtáblázata asztaliteniszben | A nyári olimpiai játékok összesített éremtáblázata asztaliteniszben | A nyári olimpiai játékok összesített éremtáblázata asztaliteniszben | A nyári olimpiai játékok összesített éremtáblázata asztaliteniszben | A nyári olimpiai játékok összesített éremtáblázata asztaliteniszben | Olimpia  |
| ------------------------------------------------------------------- | ------------------------------------------------------------------- | ------------------------------------------------------------------- | ------------------------------------------------------------------- | ------------------------------------------------------------------- | -------- |
|                                                                     | Ország                                                              | Arany                                                               | Ezüst                                                               | Bronz                                                               | Összesen |
| 1.                                                                  | Kína (CHN)                                                          | 32                                                                  | 20                                                                  | 8                                                                   | 60       |
| 2.                                                                  | Dél-Korea (KOR)                                                     | 3                                                                   | 3                                                                   | 12                                                                  | 18       |
| 3.                                                                  | Japán (JPN)                                                         | 1                                                                   | 3                                                                   | 4                                                                   | 8        |
| 4.                                                                  | Svédország (SWE)                                                    | 1                                                                   | 1                                                                   | 1                                                                   | 3        |
|                                                                     |                                                                     |                                                                     |                                                                     |                                                                     |          |
| 5.                                                                  | Németország (GER)                                                   | 0                                                                   | 4                                                                   | 5                                                                   | 9        |
| 6.                                                                  | Észak-Korea (PRK)                                                   | 0                                                                   | 1                                                                   | 3                                                                   | 4        |
| 7.                                                                  | Szingapúr (SIN)                                                     | 0                                                                   | 1                                                                   | 2                                                                   | 3        |
| 7.                                                                  | Tajvan (TPE)                                                        | 0                                                                   | 1                                                                   | 2                                                                   | 3        |
| 9.                                                                  | Franciaország (FRA)                                                 | 0                                                                   | 1                                                                   | 1                                                                   | 2        |
| 9.                                                                  | Jugoszlávia (YUG)                                                   | 0                                                                   | 1                                                                   | 1                                                                   | 2        |
| 9.                                                                  | Hongkong (HKG)                                                      | 0                                                                   | 1                                                                   | 1                                                                   | 2        |
|                                                                     |                                                                     |                                                                     |                                                                     |                                                                     |          |
| 12.                                                                 | Dánia (DEN)                                                         | 0                                                                   | 0                                                                   | 1                                                                   | 1        |
|                                                                     |                                                                     |                                                                     |                                                                     |                                                                     |          |
| Összesen                                                            | Összesen                                                            | 37                                                                  | 37                                                                  | 41                                                                  | 115      |

## Férfiak

### Egyes
| Olimpia                        | Arany                                       | Ezüst                                      | Bronz                                       |
| 1988, Szöul részletek          | Ju Namgju (Yu Namgyu) · Dél-Korea (KOR)     | Kim Githek (Kim Gi-taek) · Dél-Korea (KOR) | Eric Lindh · Svédország (SWE)               |
| 1992, Barcelona részletek      | Jan-Ove Waldner · Svédország (SWE)          | Jean-Philippe Gatien · Franciaország (FRA) | Kim Thekszu (Kim Taek-su) · Dél-Korea (KOR) |
| 1992, Barcelona részletek      | Jan-Ove Waldner · Svédország (SWE)          | Jean-Philippe Gatien · Franciaország (FRA) | Ma Ven-ko (Ma Wenge) · Kína (CHN)           |
| 1996, Atlanta részletek        | Liu Kuo-liang (Liu Guoliang) · Kína (CHN)   | Vang Tao (Wang Tao) · Kína (CHN)           | Jörg Roßkopf · Németország (GER)            |
| 2000, Sydney részletek         | Kung Ling-huj (Kong Linghui) · Kína (CHN)   | Jan-Ove Waldner · Svédország (SWE)         | Liu Kuo-liang (Liu Guoliang) · Kína (CHN)   |
| 2004, Athén részletek          | Ju Szungmin (Yu Sung-min) · Dél-Korea (KOR) | Vang Hao (Wang Hao) · Kína (CHN)           | Vang Li-csin (Wang Liqin) · Kína (CHN)      |
| 2008, Peking részletek         | Ma Lin · Kína (CHN)                         | Vang Hao (Wang Hao) · Kína (CHN)           | Vang Li-csin (Wang Liqin) · Kína (CHN)      |
| 2012, London részletek         | Csang Csi-ko (Zhang Jike) · Kína (CHN)      | Vang Hao (Wang Hao) · Kína (CHN)           | Dimitrij Ovtcharov · Németország (GER)      |
| 2016, Rio de Janeiro részletek | Ma Lung (Ma Long) · Kína (CHN)              | Csang Csi-ko (Zhang Jike) · Kína (CHN)     | Mizutani Dzsun · Japán (JPN)                |
| 2020, Tokió részletek          | Ma Lung (Ma Long) · Kína (CHN)              | Fan Csen-tung (Fan Zhendong) · Kína (CHN)  | Dimitrij Ovtcharov · Németország (GER)      |
| 2024, Párizs részletek         |                                             |                                            |                                             |

### Páros
| Olimpia                   | Arany                                                                       | Ezüst                                                                    | Bronz                                                                          |
| 1988, Szöul részletek     | Kína (CHN) · Csen Lung-can (Chen Longcan) · Vej Csing-kuang (Wei Qingguang) | Jugoszlávia (YUG) · Ilija Lupulesku · Zoran Primorac                     | Dél-Korea (KOR) · An Dzsehjong (An Jae-hyeong) · Ju Namgju (Yu Nam-gyu)        |
| 1992, Barcelona részletek | Kína (CHN) · Lü Lin · Vang Tao (Wang Tao)                                   | Németország (GER) · Steffen Fetzner · Jörg Roßkopf                       | Dél-Korea (KOR) · Kang Hicshan (Kang Hui-chan) · I Csholszung (Lee Cheol-sung) |
| 1992, Barcelona részletek | Kína (CHN) · Lü Lin · Vang Tao (Wang Tao)                                   | Németország (GER) · Steffen Fetzner · Jörg Roßkopf                       | Dél-Korea (KOR) · Kim Thekszu (Kim Taek-su) · Ju Namgju (Yu Nam-gyu)           |
| 1996, Atlanta részletek   | Kína (CHN) · Liu Kuo-liang (Liu Guoliang) · Kung Ling-huj (Kong Linghui)    | Kína (CHN) · Lü Lin · Vang Tao (Wang Tao)                                | Dél-Korea (KOR) · I Csholszung (Lee Cheol-sung) · Ju Namgju (Yu Nam-gyu)       |
| 2000, Sydney részletek    | Kína (CHN) · Vang Li-csin (Wang Liqin) · Jen Szen (Yan Sen)                 | Kína (CHN) · Liu Kuo-liang (Liu Guoliang) · Kung Ling-huj (Kong Linghui) | Franciaország (FRA) · Jean-Philippe Gatien · Patrick Chila                     |
| 2004, Athén részletek     | Kína (CHN) · Csen Csi (Chen Qi) · Ma Lin                                    | Hongkong (HKG) · Kou Laj-cák (Ko Lai Chak) · Léj Cíng (Li Ching)         | Dánia (DEN) · Michael Maze · Finn Tugwell                                      |

### Csapat
| Olimpia                        | Arany                                                                                | Ezüst                                                                                              | Bronz                                                                                                 |
| 2008, Peking részletek         | Kína (CHN) · Vang Hao (Wang Hao) · Ma Lin · Vang Li-csin (Wang Liqin)                | Németország (GER) · Dimitrij Ovtcharov · Timo Boll · Christian Süß                                 | Dél-Korea (KOR) · Ju Szungmin (Yu Seung-min) · Jun Dzsejong (Yun Jae-yeong) · O Szangun (Oh Sang-eun) |
| 2012, London részletek         | Kína (CHN) · Vang Hao (Wang Hao) · Csang Csi-ko (Zhang Jike) · Ma Lung (Ma Long)     | Dél-Korea (KOR) · Ju Szungmin (Yu Seung-min) · Csu Szehjok (Ju Se-hyeok) · O Szangun (Oh Sang-eun) | Németország (GER) · Timo Boll · Dimitrij Ovtcharov · Bastian Steger                                   |
| 2016, Rio de Janeiro részletek | Kína (CHN) · Csang Csi-ko (Zhang Jike) · Ma Lung (Ma Long) · Hszü Hszin (Xu Xin)     | Japán (JPN) · Niva Kóki · Mizutani Dzsun · Josimura Maharu                                         | Németország (GER) · Timo Boll · Dimitrij Ovtcharov · Bastian Steger                                   |
| 2020, Tokió részletek          | Kína (CHN) · Fan Csen-tung (Fan Zhengdong) · Ma Lung (Ma Long) · Hszü Hszin (Xu Xin) | Németország (GER) · Dimitrij Ovtcharov · Patrick Franziska · Timo Boll                             | Japán (JPN) · Niva Kóki · Mizutani Dzsun · Harimoto Tomokazu                                          |
| 2020, Párizs részletek         |                                                                                      | | |

### Éremtáblázat
Az összes megszerezhető ötvenhat érem majdnem felét – huszonhetet – a kínaiak szerezték meg, melynek több mint fele aranyérem, és ezzel toronymagasan a legeredményesebb nemzet az övék. Mind az aranyérmek, mind pedig az összes érmek megszerzésében a második helyen Dél-Korea áll, a képzeletbeli dobogó harmadik fokán pedig egy európai nemzet, Svédország van jelenleg. E három nemzeten kívül másnak eleddig nem sikerült aranyérmet nyernie a férfiak között.
| A nyári olimpiai játékok éremtáblázata férfi asztaliteniszben | A nyári olimpiai játékok éremtáblázata férfi asztaliteniszben | A nyári olimpiai játékok éremtáblázata férfi asztaliteniszben | A nyári olimpiai játékok éremtáblázata férfi asztaliteniszben | A nyári olimpiai játékok éremtáblázata férfi asztaliteniszben | Olimpia  |
| ------------------------------------------------------------- | ------------------------------------------------------------- | ------------------------------------------------------------- | ------------------------------------------------------------- | ------------------------------------------------------------- | -------- |
|                                                               | Ország                                                        | Arany                                                         | Ezüst                                                         | Bronz                                                         | Összesen |
| 1.                                                            | Kína (CHN)                                                    | 15                                                            | 8                                                             | 4                                                             | 27       |
| 2.                                                            | Dél-Korea (KOR)                                               | 2                                                             | 2                                                             | 6                                                             | 10       |
| 3.                                                            | Svédország (SWE)                                              | 1                                                             | 1                                                             | 1                                                             | 3        |
|                                                               |                                                               |                                                               |                                                               |                                                               |          |
| 4.                                                            | Németország (GER)                                             | 0                                                             | 3                                                             | 5                                                             | 8        |
| 5.                                                            | Japán (JPN)                                                   | 0                                                             | 1                                                             | 2                                                             | 3        |
| 6.                                                            | Franciaország (FRA)                                           | 0                                                             | 1                                                             | 1                                                             | 2        |
| 7.                                                            | Hongkong (HKG)                                                | 0                                                             | 1                                                             | 0                                                             | 1        |
| 7.                                                            | Jugoszlávia (YUG)                                             | 0                                                             | 1                                                             | 0                                                             | 1        |
|                                                               |                                                               |                                                               |                                                               |                                                               |          |
| 9.                                                            | Dánia (DEN)                                                   | 0                                                             | 0                                                             | 1                                                             | 1        |
|                                                               |                                                               |                                                               |                                                               |                                                               |          |
| Összesen                                                      | Összesen                                                      | 18                                                            | 18                                                            | 20                                                            | 56       |

## Nők

### Egyes
| Olimpia                        | Arany                                     | Ezüst                                          | Bronz                                              |
| 1988, Szöul részletek          | Csen Csing (Chen Jing) · Kína (CHN)       | Li Huj-fen (Li Huifen) · Kína (CHN)            | Csiao Cse-min (Jiao Zhimin) · Kína (CHN)           |
| 1992, Barcelona részletek      | Teng Ja-ping (Deng Yaping) · Kína (CHN)   | Csiao Hung (Qiao Hong) · Kína (CHN)            | Ri Bunhi (Ri Bun-hui) · Észak-Korea (PRK)          |
| 1992, Barcelona részletek      | Teng Ja-ping (Deng Yaping) · Kína (CHN)   | Csiao Hung (Qiao Hong) · Kína (CHN)            | Hjon Dzsonghva (Hyeon Jeong-hwa) · Dél-Korea (KOR) |
| 1996, Atlanta részletek        | Teng Ja-ping (Deng Yaping) · Kína (CHN)   | Csen Csing (Chen Jing) · Tajvan (TPE)          | Csiao Hung (Qiao Hong) · Kína (CHN)                |
| 2000, Sydney részletek         | Vang Nan (Wang Nan) · Kína (CHN)          | Li Csü (Li Ju) · Kína (CHN)                    | Csen Csing (Chen Jing) · Tajvan (TPE)              |
| 2004, Athén részletek          | Csang Ji-ning (Zhang Yining) · Kína (CHN) | Kim Hjangmi (Kim Hyang-mi) · Észak-Korea (PRK) | Kim Gjonga (Kim Gyeong-a) · Dél-Korea (KOR)        |
| 2008, Peking részletek         | Csang Ji-ning (Zhang Yining) · Kína (CHN) | Vang Nan (Wang Nan) · Kína (CHN)               | Kuo Jüe (Guo Yue) · Kína (CHN)                     |
| 2012, London részletek         | Li Hsziao-hszia (Li Xiaoxia) · Kína (CHN) | Ting Ning (Ding Ning) · Kína (CHN)             | Feng Tien-vej (Feng Tianwei) · Szingapúr (SIN)     |
| 2016, Rio de Janeiro részletek | Ting Ning (Ding Ning) · Kína (CHN)        | Li Hsziao-hszia (Li Xiaoxia) · Kína (CHN)      | Kim Szongi (Kim Song-i) · Észak-Korea (PRK)        |
| 2020, Tokió részletek          | Csen Meng (Chen Meng) · Kína (CHN)        | Szun Jing-sa (Sun Yingsha) · Kína (CHN)        | Itó Mima · Japán (JPN)                             |
| 2024, Párizs részletek         |                                           |                                                |                                                    |

### Páros
| Olimpia                   | Arany                                                                               | Ezüst                                                              | Bronz                                                                           |
| 1988, Szöul részletek     | Dél-Korea (KOR) · Hjon Dzsonghva (Hyeong Jeong-hwa) · Jang Jongdzsa (Yang Yeong-ja) | Kína (CHN) · Csen Csing (Chen Jing) · Csiao Cse-min (Jiao Zhimin ) | Jugoszlávia (YUG) · Jasna Fazlić · Gordana Perkučin                             |
| 1992, Barcelona részletek | Kína (CHN) · Teng Ja-ping (Deng Yaping) · Csiao Hung (Qiao Hong)                    | Kína (CHN) · Csen Ce-ho (Chen Zihe) · Kao Csün (Gao Jun)           | Észak-Korea (PRK) · Ri Bunhi (Ri Bun-hui) · Ju Szunbok (Yu Sun-bok)             |
| 1992, Barcelona részletek | Kína (CHN) · Teng Ja-ping (Deng Yaping) · Csiao Hung (Qiao Hong)                    | Kína (CHN) · Csen Ce-ho (Chen Zihe) · Kao Csün (Gao Jun)           | Dél-Korea (KOR) · Hjon Dzsonghva (Hyeong Jeong-hwa) · Hong Cshaok (Hong Cha-ok) |
| 1996, Atlanta részletek   | Kína (CHN) · Teng Ja-ping (Deng Yaping) · Csiao Hung (Qiao Hong)                    | Kína (CHN) · Liu Vej (Liu Wei) · Csiao Jün-ping (Qiao Yunping)     | Dél-Korea (KOR) · Pak Hedzsong (Park Hae-jeong) · Ju Dzsihje (Yu Ji-hye)        |
| 2000, Sydney részletek    | Kína (CHN) · Li Csü (Li Ju) · Vang Nan (Wang Nan)                                   | Kína (CHN) · Szun Jin (Sun Jin) · Jang Jing (Yang Ying)            | Dél-Korea (KOR) · Kim Mugjo (Kim Mu-gyo) · Rju Dzsihje (Ryu Ji-hye)             |
| 2004, Athén részletek     | Kína (CHN) · Vang Nan (Wang Nan) · Csang Ji-ning (Zhang Yining)                     | Dél-Korea (KOR) · I Unsil ( Lee Eun-sil) · Szok Unmi (Seok Eun-mi) | Kína (CHN) · Kuo Jüe (Guo Yue) · Niu Csien-feng (Niu Jianfeng)                  |

### Csapat
| Olimpia                        | Arany                                                                                       | Ezüst                                                                                              | Bronz                                                                                                |
| 2008, Peking részletek         | Kína (CHN) · Kuo Jüe (Guo Yue) · Vang Nan (Wang Nan) · Csang Ji-ning (Zhang Yining)         | Szingapúr (SIN) · Feng Tienvej (Feng Tianwei) · Li Csia-vej (Li Jiawei) · Vang Jüe-ku (Wang Yuegu) | Dél-Korea (KOR) · Kim Gjonga (Kim Gyeong-a) · Pak Mijong (Park Mi-yeong) · Tang Jeszo (Dang Ye-seo)  |
| 2012, London részletek         | Kína (CHN) · Ting Ning (Ding Ning) · Kuo Jüe (Guo Yue) · Li Hsziao-hszia (Li Xiaoxia)       | Japán (JPN) · Fukuhara Ai · Isikava Kaszumi · Hirano Szajaka                                       | Szingapúr (SIN) · Feng Tien-vej (Feng Tian Wei) · Li Csia-vej (Li Jiawei) · Vang Jüe-ku (Wang Yuegu) |
| 2016, Rio de Janeiro részletek | Kína (CHN) · Ting Ning (Ding Ning) · Li Hsziao-hszia (Li Xiaoxia) · Liu Si-ven (Liu Shiwen) | Németország (GER) · Han Jing (Han Ying) · Petrissa Solja · San Hsziao-na (Shan Xiaona)             | Japán (JPN) · Fukuhara Ai · Isikava Kaszumi · Itó Mima                                               |
| 2020, Tokió részletek          | Kína (CHN) · Csen Meng (Chen Meng) · Szun Jing-sa (Sun Yingsha) · Vang Man-jü (Wang Manyu)  | Japán (JPN) · Isikava Kaszumi · Itó Mima · Hirano Miu                                              | Hongkong (HKG) · Léj Hou-chíng (Lee Ho Ching) · Tou Hój-kam (Doo Hoi Kem) · Minnie Soo               |
| 2024, Párizs részletek         |                                                                                             | | |

### Éremtáblázat
A női versenyszámokban is Kína a legjobb. Az eddig megszerezhető tizennyolc aranyéremből tizenhetet, míg a megszerezhető ötvenhat éremből harminckettőt vittek el versenyzői. A második helyen egy arannyal és nyolc éremmel Dél-Korea áll. Nők között teljes az ázsiai hegemónia, ugyanis az első hat helyen ázsiai ország áll.
| A nyári olimpiai játékok éremtáblázata női asztaliteniszben | A nyári olimpiai játékok éremtáblázata női asztaliteniszben | A nyári olimpiai játékok éremtáblázata női asztaliteniszben | A nyári olimpiai játékok éremtáblázata női asztaliteniszben | A nyári olimpiai játékok éremtáblázata női asztaliteniszben | Olimpia  |
| ----------------------------------------------------------- | ----------------------------------------------------------- | ----------------------------------------------------------- | ----------------------------------------------------------- | ----------------------------------------------------------- | -------- |
|                                                             | Ország                                                      | Arany                                                       | Ezüst                                                       | Bronz                                                       | Összesen |
| 1.                                                          | Kína (CHN)                                                  | 17                                                          | 11                                                          | 4                                                           | 32       |
| 2.                                                          | Dél-Korea (KOR)                                             | 1                                                           | 1                                                           | 6                                                           | 8        |
|                                                             |                                                             |                                                             |                                                             |                                                             |          |
| 3.                                                          | Japán (JPN)                                                 | 0                                                           | 2                                                           | 2                                                           | 4        |
| 4.                                                          | Észak-Korea (PRK)                                           | 0                                                           | 1                                                           | 3                                                           | 4        |
| 5.                                                          | Szingapúr (SIN)                                             | 0                                                           | 1                                                           | 2                                                           | 3        |
| 6.                                                          | Tajvan (TPE)                                                | 0                                                           | 1                                                           | 1                                                           | 2        |
| 7.                                                          | Németország (GER)                                           | 0                                                           | 1                                                           | 0                                                           | 1        |
|                                                             |                                                             |                                                             |                                                             |                                                             |          |
| 8.                                                          | Jugoszlávia (YUG)                                           | 0                                                           | 0                                                           | 1                                                           | 1        |
| 8.                                                          | Hongkong (HKG)                                              | 0                                                           | 0                                                           | 1                                                           | 1        |
|                                                             |                                                             |                                                             |                                                             |                                                             |          |
| Összesen                                                    | Összesen                                                    | 18                                                          | 18                                                          | 20                                                          | 56       |

## Vegyes páros
| Olimpia                | Arany                                   | Ezüst                                                      | Bronz                                                                    |
| 2020, Tokió részletek  | Japán (JPN) · Mizutani Dzsun · Itó Mima | Kína (CHN) · Hszü Hszin (Xu Xin) · Liu Si-ven (Liu Shiwen) | Tajvan (TPE) · Lin Jün-zsu (Lin Yun-ju) · Cseng Ji-csing (Cheng I-ching) |
| 2024, Párizs részletek |                                         |                                                            |                                                                          |

### Éremtáblázat
| A nyári olimpiai játékok éremtáblázata vegyes páros asztaliteniszben | A nyári olimpiai játékok éremtáblázata vegyes páros asztaliteniszben | A nyári olimpiai játékok éremtáblázata vegyes páros asztaliteniszben | A nyári olimpiai játékok éremtáblázata vegyes páros asztaliteniszben | A nyári olimpiai játékok éremtáblázata vegyes páros asztaliteniszben | Olimpia  |
| -------------------------------------------------------------------- | -------------------------------------------------------------------- | -------------------------------------------------------------------- | -------------------------------------------------------------------- | -------------------------------------------------------------------- | -------- |
|                                                                      | Ország                                                               | Arany                                                                | Ezüst                                                                | Bronz                                                                | Összesen |
| 1.                                                                   | Japán (JPN)                                                          | 1                                                                    | 0                                                                    | 0                                                                    | 1        |
|                                                                      |                                                                      |                                                                      |                                                                      |                                                                      |          |
| 2.                                                                   | Kína (CHN)                                                           | 0                                                                    | 1                                                                    | 0                                                                    | 1        |
|                                                                      |                                                                      |                                                                      |                                                                      |                                                                      |          |
| 3.                                                                   | Tajvan (TPE)                                                         | 0                                                                    | 0                                                                    | 1                                                                    | 1        |
|                                                                      |                                                                      |                                                                      |                                                                      |                                                                      |          |
| Összesen                                                             | Összesen                                                             | 1                                                                    | 1                                                                    | 1                                                                    | 3        |